# Phytomyza montana
Phytomyza montana är en tvåvingeart som beskrevs av Franz Groschke 1957. Phytomyza montana ingår i släktet Phytomyza och familjen minerarflugor.
Artens utbredningsområde är Tyskland. Inga underarter finns listade i Catalogue of Life.